# Kondracka Kopka
Kondracka Kopka (ok. 1770 m) – kopka w północnej grani Kopy Kondrackiej, znajdująca się pomiędzy Kondracką Przełęczą (1725 m) i Wyżnią Kondracką Przełęczą (1765 m), nad którą wznosi się zaledwie kilka metrów. Jest w większości zarośnięta kosodrzewiną, miejscami trawiasta i piarżysta. Jej wschodnie stoki opadają do Piekła w Dolinie Kondratowej, zachodnie do Wyżniego w Dolinie Małej Łąki. Do tej ostatniej doliny z Kondrackiej Kopki opada krótka grzęda oddzielająca dwa żleby opadające ze stoków poniżej przełęczy Kondrackiej i Wyżniej Kondrackiej. Żleby te poniżej grzędy łączą się z sobą, tworząc Głazisty Żleb. W przeciwległe stoki pomiędzy Kondracką Kopką a Giewontem wcina się Kurski Żleb.
Szlak turystyczny z Przełęczy Kondrackiej na Giewont omija wierzchołek Kondrackiej Kopki od prawej (wschodniej) strony. Dawniej stoki Kondrackiej Kopki były bardziej trawiaste i piarżyste, kosodrzewina bowiem wycinana była przez pasterzy. Od czasów zniesienia pasterstwa jej stoki ponownie zaczyna porastać właściwa dla tego piętra roślinności kosodrzewina. Kondracka Kopka zbudowana jest z piaskowców kwarcytowych, których rumowiska pokryte właściwymi dla tego podłoża gatunkami porostów wyróżniają się z generalnie wapiennego otoczenia.

## Szlaki turystyczne
– niebieski z Kuźnic przez Dolinę Kondratową na Giewont. Czas przejścia z Kondrackiej Przełęczy na szczyt Giewontu: 35 min.